# Jüdischer Friedhof Klingenteich

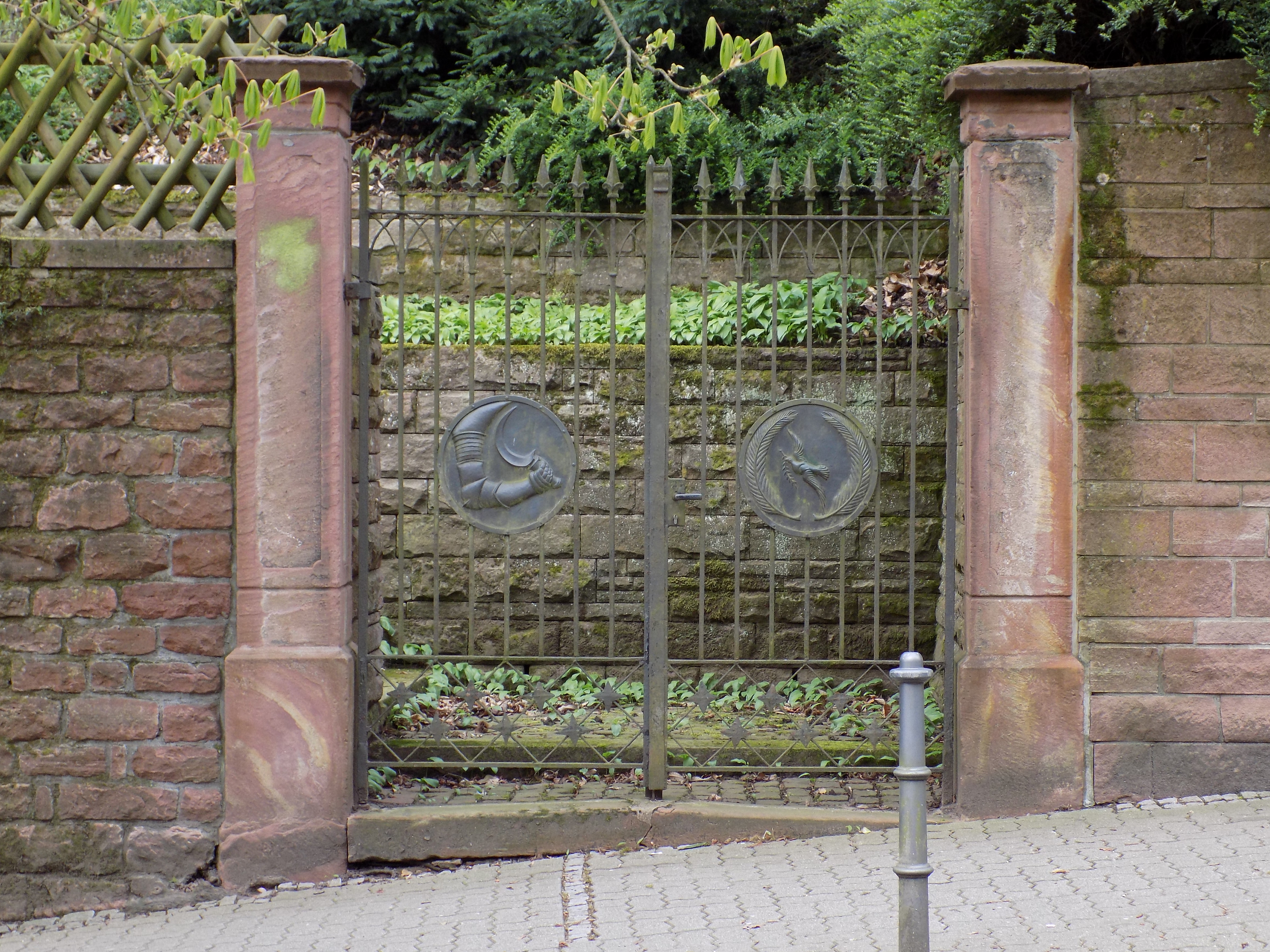
Schmiedeeisernes Eingangstor

Der Jüdische Friedhof Klingenteich ist der ältere der beiden noch vorhandenen jüdischen Friedhöfe in Heidelberg. Er liegt am Südrand der Heidelberger Altstadt.
Erstmals wurde ein Jüdischer Friedhof in Heidelberg im Jahre 1344 erwähnt. Er lag in der Plöck im Bereich zwischen Sandgasse und Theaterstraße, östlich der heutigen Turnhalle der Theodor-Heuss-Realschule, und wurde 1369 erweitert. Bei der Vertreibung der Juden aus der Kurpfalz 1391 wurde auch der Friedhof geschlossen und anschließend abgeräumt, Spuren sind heute nicht mehr vorhanden. Das Fragment eines Grabsteins aus dem 14. Jahrhundert, der 1971 bei Restaurierungsarbeiten in einem Haus in der Unteren Straße entdeckt wurde, befindet sich heute in der archäologischen Abteilung des Kurpfälzischen Museums, eine Nachbildung in der neuen Heidelberger Synagoge in der Weststadt.
In den darauf folgenden Jahrhunderten wurden Juden aus Heidelberg vermutlich in Worms, im 17. Jahrhundert in Wiesloch bestattet. 1688 wurde in der Plöck erneut ein jüdischer Friedhof eingerichtet, diesmal östlich der St.-Anna-Kirche auf dem Grundstück mit der heutigen Hausnummer 6. Er wurde spätestens 1702 wieder aufgegeben, Reste sind nicht erhalten.
Nachdem sich ab 1648 wieder dauerhaft jüdische Familien in Heidelberg angesiedelt hatten, wurde 1701 abermals ein jüdischer Friedhof in der Stadt eröffnet, diesmal in der etwa auf Höhe der Peterskirche von der heutigen Friedrich-Ebert-Anlage bergan zum Königstuhl führenden Klingenteichstraße, und zwar etwa 100 Meter oberhalb des Klingentores. Er diente nicht nur Juden aus Heidelberg, sondern auch solchen aus dem Umland als Begräbnisstätte. 1876 erhielt die jüdische Gemeinde einen Teil des kommunalen Bergfriedhofes für ihre Bestattungen zugewiesen, diese finden dort bis heute statt. Der alte Friedhof wurde geschlossen und ist daher auch nicht frei zugänglich, eine Besichtigung ist aber nach Anmeldung bei der Jüdischen Kultusgemeinde möglich. Es sind 180 Grabsteine vorhanden, der älteste aus dem Jahre 1784. Die Fläche des Friedhofes beträgt knapp 20 Ar. Das schmiedeeiserne Eingangstor ist mit zwei runden Scheiben verziert, auf denen eine Taube mit einem Palmzweig im Schnabel als Zeichen des Lebens sowie ein Arm mit einer Sichel als Symbol für den Tod zu sehen sind.